# Лундстрём, Оге
Йон О́ге Лу́ндстрём (швед. John Åge Lundström; 8 июня 1890, Стокгольм — 26 сентября 1975, Ландскруна, Мальмёхус) — шведский спортсмен-конник и фехтовальщик, двукратный олимпийский чемпион в командном троеборье и конкуре и серебряный призёр Игр в личном троеборье.

## Карьера
Чемпион Швеции 1914 года по фехтованию на рапирах.
На Олимпийских играх 1920 принимал участие в соревнованиях по конному спорту. В личном конкуре на лошади Eros занял 14-е место, в личном троеборье на лошади Yrsa выиграл серебро, а в командном вместе с Хельмером Мёрнером и Георгом фон Брауном золото. 
В 1924 году вместе с Оке Тельнингом и Акселем Столе на лошади Anvers выиграл командный конкур и занял 11-е место в личном.